# Cassini Regio
Pour les articles homonymes, voir Cassini.

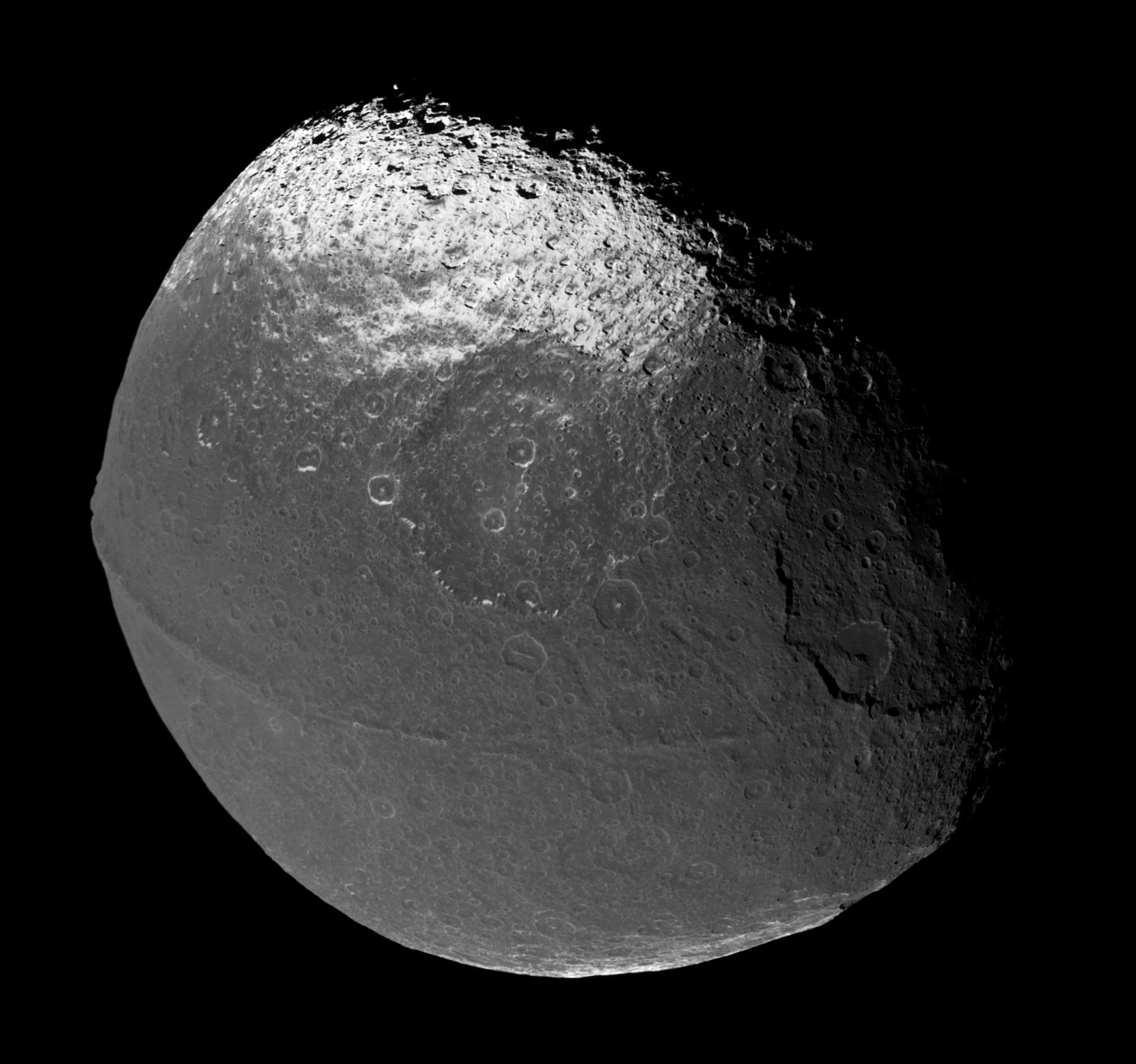
Mosaïque de photographies de Japet prises par la sonde Cassini le 31 décembre 2004, mettant en évidence Cassini Regio, plusieurs grands cratères et la crête équatoriale.

Cassini Regio est une zone sombre qui couvre la moitié de Japet, satellite naturel de Saturne.

## Nom
La région porte le nom de Jean-Dominique Cassini, découvreur de Japet.
En nomenclature planétaire, une regio est une grande zone qui diffère nettement des zones voisines par la couleur ou l'albédo
. L'autre zone est ici Roncevaux Terra, qui est très claire et couvre l'autre moitié de Japet.

## Nature
On ne connaît pas la composition de la couche sombre, mais cette couche semble être très mince. Elle pourrait résulter d'un cryovolcanisme, de la sublimation de la glace sous-jacente ou même d'un autre satellite plus extérieur.

## Crête
En 2004, les images transmises par la sonde Cassini montrèrent qu'une crête de 1 300 km de long et 15 km de haut court le long du centre de Cassini Regio, suivant de façon presque parfaite l'équateur de Japet. Son origine n'est pas connue.